# بطولة الكونكاكاف 1989
بطولة الكونكاكاف 1989 كانت النسخة العاشرة والأخيرة من بطولة الكونكاكاف أُقيمت بشكل يخدم تصفيات بطولة كأس العالم 1990 وليس لها دولة مضيفة للمرحلة الأخيرة. ستخلف هذه البطولة بطولة كأس الكونكاكاف الذهبية في 1991.
فازت كوستاريكا بالبطولة بصعوبة بفضل فارق الأهداف وهذه هي المرة الثالثة لها وتشارك في أول كأس عالم لها. أصبحت الولايات المتحدة الوصيف بسبب هدف واحد وتأهلت لأول كأس عالم لها منذ أربعين عامًا. تأهلت الولايات المتحدة لكأس العالم بفضل هزيمتها لترينيداد وتوباغو في مباراتهما الأخيرة بنتيجة 1–0، وسُمي الهدف «الضربة المسموعة حول العالم».
شارك 16 منتخبًا من الكونكاكاف في البطولة. مع ذلك، رفضت الفيفا دخول بليز بسبب ديونها من الفيفا.

## التصفيات
تأهلت خمسة منتخبات من التصفيات ذات المرحلتين والتي جرت ابتداءً من أبريل وحتى نوفمبر 1988. المكسيك حُرمت من المشاركة أثناء هذه المرحلة بعد اكتشاف أنهم ألحقوا لاعبين تخطوا السن القانوني أثناء بطولة الكونكاكاف تحت 20 سنة 1988. خصمتها المقررة كوستاريكا تأهلت إلى المرحلة الأخيرة بدون منافسة.

## المرحلة النهائية
| فريق             | لعب | ف | ت | خ | له | عليه | ف.أ | نقاط |
| ---------------- | --- | - | - | - | -- | ---- | --- | ---- |
| كوستاريكا        | 8   | 5 | 1 | 2 | 10 | 6    | +4  | 11   |
| الولايات المتحدة | 8   | 4 | 3 | 1 | 6  | 3    | +3  | 11   |
| ترينيداد وتوباغو | 8   | 3 | 3 | 2 | 7  | 5    | +2  | 9    |
| غواتيمالا        | 6   | 1 | 1 | 4 | 4  | 7    | −3  | 3    |
| السلفادور        | 6   | 0 | 2 | 4 | 2  | 8    | −6  | 2    |

|                  | كوستاريكا | السلفادور | غواتيمالا | ترينيداد وتوباغو | الولايات المتحدة |
| ---------------- | --------- | --------- | --------- | ---------------- | ---------------- |
| كوستاريكا        | –         | 1–0       | 2–1       | 1–0              | 1–0              |
| السلفادور        | 2–4       | –         | X–X       | 0–0              | 0–1              |
| غواتيمالا        | 1–0       | X–X       | –         | 0–1              | 0–0              |
| ترينيداد وتوباغو | 1–1       | 2–0       | 2–1       | –                | 0–1              |
| الولايات المتحدة | 1–0       | 0–0       | 2–1       | 1–1              | –                |

فازت كوستاريكا ببطولة الكونكاكاف 1989، ومع الولايات المتحدة، تأهلت لكأس العالم 1990.
| غواتيمالا          | 1–0 | كوستاريكا |
| ------------------ | --- | --------- |
| تشاكون 39' (ركلة.) |     |           |

| كوستاريكا                 | 2–1 | غواتيمالا |
| ------------------------- | --- | --------- |
| فلوريس 42' · كورونادو 78' |     | روداس 51' |

| كوستاريكا | 1–0 | الولايات المتحدة |
| --------- | --- | ---------------- |
| رودن 14'  |     |                  |

| الولايات المتحدة | 1–0 | كوستاريكا |
| ---------------- | --- | --------- |
| راموس 72'        |     |           |

| الولايات المتحدة | 1–1 | ترينيداد وتوباغو |
| ---------------- | --- | ---------------- |
| تريتشوه 48'      |     | تشارلز 88'       |

| ترينيداد وتوباغو | 1–1 | كوستاريكا |
| ---------------- | --- | --------- |
| جونز             |     | كورونادو  |

| كوستاريكا | 1–0 | ترينيداد وتوباغو |
| --------- | --- | ---------------- |
| كاياسو 2' |     |                  |

| الولايات المتحدة      | 2–1 | غواتيمالا  |
| --------------------- | --- | ---------- |
| موراي 3' · إيكمان 67' |     | تشاكون 22' |

| السلفادور                | 2–4 | كوستاريكا                                  |
| ------------------------ | --- | ------------------------------------------ |
| رودريغيز 24' · ريفاس 63' |     | كاياسو 16' · هيدالغو 46' · فلوريس 51'، 75' |

| كوستاريكا    | 1–0 | السلفادور |
| ------------ | --- | --------- |
| فرنانديز 55' |     |           |

| ترينيداد وتوباغو | 2–0 | السلفادور |
| ---------------- | --- | --------- |
| لويس 50'، 61'    |     |           |

| السلفادور | 0–0 | ترينيداد وتوباغو |
| --------- | --- | ---------------- |
|           |     |                  |

| غواتيمالا | 0–1 | ترينيداد وتوباغو |
| --------- | --- | ---------------- |
|           |     | جيمرسون 57'      |

| ترينيداد وتوباغو       | 2–1 | غواتيمالا |
| ---------------------- | --- | --------- |
| جونز 10' · جيمرسون 88' |     | روداس 6'  |

| السلفادور | 0–1 | الولايات المتحدة |
| --------- | --- | ---------------- |
|           |     | بيريز 61'        |

| غواتيمالا | 0–0 | الولايات المتحدة |
| --------- | --- | ---------------- |
|           |     |                  |

| الولايات المتحدة | 0–0 | السلفادور |
| ---------------- | --- | --------- |
|                  |     |           |

| ترينيداد وتوباغو | 0–1 | الولايات المتحدة |
| ---------------- | --- | ---------------- |
|                  |     | كاليجوري 30'     |

| السلفادور | لم تُلعب | غواتيمالا |
| --------- | ------- | --------- |
|           |         |           |

| غواتيمالا | لم تُلعب | السلفادور |
| --------- | ------- | --------- |
|           |         |           |

| بطل الكونكاكاف 1989         |
| --------------------------- |
| · كوستاريكا · للمرة الثالثة |

## الهدافون
هدفان
- إيفاريستو كورونادو
- خوان كاياسو
- ليونيداس فلوريس
- راؤول تشاكون
- خوليو روداس
- ليونسون لويس
- كيري جيمرسون
- فيليبيرت جونز

هدف واحد
- كارلوس هيدالغو
- خيلبرتو رودن
- باستور فرنانديز
- روخر فلوريس
- خايمي رودريغيز
- خوسيه ماريا ريفاس
- هتسون تشارلز
- بروس موراي
- إريك إيكمان
- هوغو بيريز
- بول كاليجوري
- ستيف تريتشوه
- تاب راموس

## وصلات خارجية
- منطقة أمريكا الشمالية والوسطى والبحر الكاريبي في موقع فيفا